# HD61073
HD61073 — хімічно пекулярна зоря спектрального класу B9, що має видиму зоряну величину в смузі V приблизно  9,1.
Вона  розташована на відстані близько 2117,9 світлових років від Сонця.

## Фізичні характеристики
Телескоп Гіппаркос зареєстрував фотометричну змінність  даної зорі з періодом    1,96 доби в межах від  Hmin= 9,23 до  Hmax= 9,10.

## Пекулярний хімічний склад
Зоряна атмосфера HD61073 має підвищений вміст 
Si
.